# Megtérülési idő
A megtérülési idő az egyik legelterjedtebb, nem diszkontáláson alapuló döntési kritérium. Arra a kérdésre ad választ, hogy a kezdő tőkebefektetés a beruházás révén képződő pénzáramlásokból hány év alatt térül meg. Ha a várható pénzáramokról feltételezhetjük, hogy minden évben azonos nagyságúak, akkor a megtérülési idő a kezdő befektetés és a várható évi pénzáramlás hányadosa.